# Ética da reciprocidade
A ética da reciprocidade, também chamada de regra de ouro ou regra áurea, é uma máxima moral ou princípio moral
que pode ser expressa como uma injunção positiva ou negativa:
- Cada um deve tratar os outros como gostaria que ele próprio fosse tratado (forma positiva ou directiva);[1]
- Cada um não deve tratar os outros da forma que não gostaria que ele próprio fosse tratado (forma negativa ou proibitiva, ou ainda regra de prata).[1]

Em ambas as formas, serve como uma directiva para tratar os outros como a si próprio. A Regra de Ouro difere da máxima da reciprocidade, sendo, por isso, um compromisso moral unilateral com vista ao bem-estar dos outros, sem expectativas de nada em troca.
No entanto, muitos autores cristãos vinculam a forma negativa da regra de ouro como uma consequência da visão contratualista de uma sociedade hobbesiana, na qual cada pessoa se considera primeira e majoritariamente como um indivíduo que transborda direitos/desejos, mas que não tem nenhuma responsabilidade fundamental para com ninguém. Segundo este ponto de vista, em sua forma invertida, há um esvaziamento moral em seu sentido, uma vez que a finalidade  da regra de ouro passa ser apenas a proteção  direitos/desejos individuais e simultaneamente reduzir o conflito com os outros indivíduos. A regra, portanto, em sua versão invertida, abandona o seu compromisso moral com o bem-estar dos outros focando apenas na busca do bem próprio.
O conceito ocorre, sob alguma forma, em quase todas as religiões e tradições éticas. Também pode ser explicada sob a perspectiva da psicologia, da filosofia, da sociologia e da economia. Psicologicamente, envolve o desenvolvimento de empatia com os demais. Filosoficamente, envolve uma pessoa perceber seu próximo também como um "eu". Sociologicamente, "ama o próximo como a ti mesmo" é aplicável entre indivíduos, entre grupos e também entre indivíduos e grupos. Em economia, Richard Swift, em referência a ideias de David Graeber, sugere que "sem algum tipo de reciprocidade, a sociedade não poderia mais existir".

## Exemplos de referência à Regra Áurea nas religiões mais antigas

### Nozoroastrismo(cerca de 660 - 583 a.C.)
Um caráter só é bom quando não faz a outros aquilo que não é bom para ele mesmo. − Dadistan-i-Dinik 94:5

### Nobudismo(cerca de 563 - 483 a.C.)
Não atormentes o próximo com aquilo que te aflige. − Udana-Varga 5:18

### Noconfucionismo(cerca de 551 - 479 a.C.)
Não façais aos outros aquilo que não quereis que vos façam. − Analectos de Confúcio, 12.2 e 15.24

### Nohinduísmo(cerca de 300 a.C.)
Esta é a suma do dever: não faças aos demais aquilo que, se a ti for feito, te causará dor. − Mahabharata (5:15:17)

### Nojudaísmo(cerca de 200 d.C.)
O que é odioso para ti, não o faças ao próximo. Esta é a lei toda, o resto é comentário. − Talmude, Shabbat 31ª

### Noislamismo(cerca de 570 - 632 d.C.)
Nenhum de nós é crente até que deseje para seu irmão aquilo que deseja para si mesmo. − Suna

### Nocristianismo(cerca de 30 d.C.)
Portanto, tudo que quereis que os homens vos façam, fazei-o também a eles. − Jesus, no Sermão da Montanha,Mateus 7:12